# Logor Gakovo
Koncentracijski logor Gakovo ili Sabirni logor Gakovo bio je jugokomunistički koncentracijski logor nakon završetka Drugog svjetskog rata. Osnovala ga je Jugoslavenska vlast u Gakovu u ožujku 1945.
Koncentracijski logor je bio korišten za starosjedilačke njemačke žene, djecu i starijie osobe iz Vojvodine (većinom iz srednjeg i južnog Banata).
Procjenjuje se da oko 8.500 ljudi ubijeno ili umrlo u logoru.
Nakon raspuštanja logora Nijemcima starosjediocima je oduzeta imovina i naseljene su srpske obitelji iz BiH, Hrvatske i Crne Gore.
Logor je raspušten u siječnju 1948.

## Vanjske poveznice
- Glas koncila
- Cro-Eu.com  Arhivirana inačica izvorne stranice od 4. ožujka 2016. (Wayback Machine)
- Nekažnjeni zločini nad Podunavskim Švabama[neaktivna poveznica] Glas Koncila br. 11/06, strana 25.